# Revine Lago
Revine Lago là một đô thị ở tỉnh Treviso trong vùng Veneto, có cự ly khoảng 60 km về phía bắc của Venice và khoảng 35 km về phía bắc của Treviso. Tại thời điểm ngày 31 tháng 12 năm 2004, đô thị này có dân số 2.190 người và diện tích là 18,7 km².
Đô thị Revine Lago có các frazioni (các đơn vị trực thuộc, chủ yếu là các làng) Revine, Lago, và Santa Maria (Sede Municipale).
Revine Lago giáp các đô thị: Cison di Valmarino, Limana, Tarzo, Trichiana, Vittorio Veneto.